# Antonín Beneš
Antonín Beneš (25. června 1934 Horažďovice – 7. března 2011 Plzeň) byl český archeolog.

## Život
Vystudoval archeologii a etnografii na Filozofické fakultě Univerzity Karlovy (1952–1957). Dva roku působil v Jihočeském muzeu v Českých Budějovicích. Od roku 1959 působil v Archeologickém ústavu Akademie věd České republiky v Praze; v letech 1959–1960 byl vedoucí expozitury tohoto ústavu v Mostě, v letech 1961–1992 pak byl vedoucí expozitury tohoto ústavu v Plzni. Byl předseda pobočky Československé archeologické společnosti pro Jihočeský a Západočeský kraj. V roce 1990 se podílel na založení Archeologické pracovní skupiny Východní Bavorsko – západní a jižní Čechy.

## Výběr z díla
- BENEŠ, Antonín. K problémům mohylové kultury doby bronzové ve středních Čechách. Sborník Národního muzea. 1959, roč. 13, čís. 1–2.
- BENEŠ, Antonín. Pravěk Manětínska. Manětín: [s.n.], 1970.
- BENEŠ, Antonín. Pravěká osada z doby bronzové na soutoku Lužnice a Vltavy. [s.l.]: Městské muzeum v Týně n. Vltavou, 1984.

- BENEŠ, Antonín; MICHÁLEK, Jan; ZAVŘEL, Petr. Archeologické nemovité památky okresu České Budějovice. Díl I. Soupis a studie. Praha: Archeologický ústav, 1999. 220 s.
- BENEŠ, Antonín; MICHÁLEK, Jan; ZAVŘEL, Petr. Archeologické nemovité památky okresu České Budějovice. Díl II. Atlas. Praha: Archeologický ústav, 1999.